# Paul Wittek
Paul Wittek (Wenen, 1894 - Wenen, 1978) was een Oostenrijkse historicus en een van de leidende figuren van zijn generatie die zich bezighield met de Osmanistiek, de studie van de Osmaanse geschiedenis.
Wittek onderbrak zijn studies klassieke filologie toen de Eerste Wereldoorlog uitbrak en diende onder meer als reserveofficier in de Osmaanse Generale Staf in Istanboel en later aan het Syrische en Palestijnse front. Hij leerde Turks en maakte kennis met de Osmaanse leiders van zijn tijd.
Na de oorlog verdedigde hij een proefschrift in de turkologie aan de universiteit van Wenen en droeg bij tot de oprichting van de tijdschrift Mitteilungen zur osmanischen Geschichte. In deze periode verdiepte Wittek zich in de studie van de vroeg-Osmaanse bronnen en historiografie.
In 1927 ging hij naar Istanbul waar hij werkte aan het Duitse Archeologische Instituut. Hij zette er zijn studies van het middeleeuwse Turks verder en raakte geboeid door de islamitische epigrafie (inscripties) in Anatolië. In deze periode schreef hij een boek over het West-Anatolische emiraat van Menteşe in de 13e eeuw.
Toen de nazi’s in Duitsland aan de macht kwamen verbrak Wittek zijn banden met het Duitse Archeologische Instituut in Istanbul en verhuisde naar België. Vanaf eind 1934 werkte hij in Brussel aan het Instituut voor Oosterse en Slavische Talen en Geschiedenis van de Université Libre de Bruxelles, waar hij inleidende lessen tot turkologie doceerde. De ‘Brusselse connectie’ in de formulering van Witteks gaza-thesis verdient hier enige aandacht.
In de jaren 1930 werden in Belgische academische kringen een aantal invloedrijke historische hypothesen geproduceerd. Een daarvan was afkomstig uit het postume werk van de Belgische mediëvist Henri Pirenne. Zijn ‘Mahomet et Charlemagne’ (1936) verwierf al snel grote invloed en faam als de ‘Pirenne-thesis’. Hij meende dat de antieke Mediterrane eenheid door de politieke opkomst van de islam onherroepelijk uit elkaar was gevallen. De kern van Europa lag volgens de Belgische mediëvist in het amalgaam van Romeinse, Griekse en christelijke elementen. De Europese essentie kreeg in zijn interpretatie pas echt vorm tijdens het Karolingische Rijk, in reactie op de islamitische dreiging. Pirenne schreef: ‘Het is daarom heel juist te zeggen dat zonder [de profeet] Mohammed Karel de Grote ondenkbaar zou zijn geweest.’ Volgens Pirenne had de opkomst van de islam de Mediterrane eenheid gespleten in twee contrasterende en vijandelijke delen. Het is goed mogelijk dat Pirennes werk Wittek beïnvloed heeft toen hij in de jaren 1930 in Brussel zijn gaza-thesis uitwerkte. Witteks beschermheer in Brussel, de byzantinist Henri Grégoire, kende Pirenne alleszins. De stellingen van zowel Pirenne als Wittek over de breuklijnen tussen islam en christendom werden allebei geformuleerd vanuit het vertrekpunt van de toen dominante visie op de voortdurende oorlogvoering en vijandigheid tussen deze twee werelden.
Wittek vluchtte naar Engeland toen de nazi’s België binnenvielen. Als politieke vluchteling en met de steun van de Britse oriëntalisten kreeg hij een baan aan de Universiteit van Londen. Hij bleef er werken aan de School of Oriental Studies tot zijn emeritaat en overleed in Wenen in 1978.

## Gazi-thesis
De gazi-thesis van Paul Wittek bleef tot in de jaren 1980 de meest invloedrijke verklaring van de Osmaanse staatsvorming en wordt vandaag ook nog steeds vaak geciteerd. Centraal in zijn begrip van het Osmaanse rijk was het idee van de gaza als islamitische ‘heilige oorlog’, wat hij tevens zag als de bestaansreden van het Osmaanse rijk. Wittek ging ervan uit dat deze vermeende essentie van de Osmaanse staat zes eeuwen lang onveranderd had bestaan. Hij was de eerste die de nadruk legde op de gaza-oorsprong van de Osmaanse staat en tegelijk de nomadische herkomst van de Oguz-genealogie ervan ontkende.
Wittek zocht de essentie van de Osmaanse staat in het zogenaamde gaza die hij vertaalde als ‘heilige oorlog’ tegen de christenen. Voor Wittek, en voor vele historici na hem, was gaza een religieuze ideologie die de oorzaak en enige drijfveer was van de Osmaanse expansie en staatsvorming. In Witteks visie waren de Osmanen fanatieke Turkse krijgers van de islam: ‘vanaf de eerste verschijning van de Osmanen, was de oorlogvoering tegen hun christelijke buren de belangrijkste factor in deze politieke traditie, en deze strijd heeft altijd een essentiële rol gespeeld voor het Osmaanse rijk.’  Hij beschreef de politieke gebeurtenissen binnen de ‘grens-samenleving’ in Anatolië van de 12e eeuw tot de verovering van Constantinopel aan de hand van het gaza-ethos als de cruciale factor in de groei van de Osmaanse staat.
De Byzantijnse weerstand was cruciaal omdat deze aanvankelijk de Osmaanse uitbreiding had vertraagd. Deze vertraging maakte het mogelijk dat het Osmaanse emiraat zijn instellingen kon verankeren. De ahi-organisaties en de toenemende aanstelling van de leden uit de oelema (religieuze geleerden) in de bestuurlijke functies zouden dit aantonen. Tegelijk trok de gaza-beweging en het vooruitzicht op buit de werkloze en ontevreden elementen in Anatolië aan ‘om de ongelovigen en afvalligen te bestrijden’. Volgens Wittek raakte de Osmaanse staat in verval toen de gaza tijdens de zeventiende eeuw in Europa vastliep en verplichtten de Balkanoorlogen van 1912-13 de Osmanen: ‘om definitief en
voor altijd af te zien van enige ambitie om te heersen over de christelijke landen en dit betekende de afzwering van de raison d’être van hun staat.’
Wittek baseerde zijn gaza-stelling op slechts twee Osmaanse bronnen: de oudste kroniek van Ahmedî (ca. 1410), die het laatste hoofdstuk van zijn Alexander-epos (Iskendername) had gewijd aan de Osmaanse dynastie, en de inscriptie (kitabe) uit 1337 op de Şehadet-moskee in Bursa waarin Orhan Beg zich in een canonieke formulering ‘Sultan van de Gazis’ noemt. De samenstelling van de titels op de Bursa-inscriptie was voor Wittek ‘absoluut uniek in het Osmaanse protocol’. Onderzoek toonde echter aan dat de terminologie van de Bursa-inscriptie uit 1337 geenszins ‘uniek’ Osmaans was. Gelijkaardige titels zijn immers terug te vinden in de inscripties van de Seltsjoek-sultans en van andere Anatolische beys (vorsten). Deze titels weerspiegelden veeleer het politieke jargon van veertiende-eeuws Anatolië. De Turkse historici Cemal Kafadar en Feridun Emecen hebben echter aangetoond dat het gebruik van de term gaza in die periode wijdverspreid was in Anatolië en dat dit zeker niet een uniek Osmaans fenomeen was. Emecen wees er bovendien op dat de Osmanen de titel van gazi zelfs opmerkelijk minder hadden gebruikt dan andere gelijktijdige Turkse vorstendommen dat deden. Kafadar merkte op dat er toen mogelijks meerdere vormen van gazi-praktijken moeten hebben bestaan. Hij wees ook op de distorsies van de essentialistische valkuil wanneer men noties van de ‘echte Islam’ of de ‘echte gazi’s’ gaat creëren en toepassen als criterium.
De prozakroniek van Ahmedî - de eerste historiografische tekst over de Osmanen  – werd door Wittek nogal selectief geparafraseerd: ‘Waarom verschenen de Gazi’s als laatsten? Omdat de besten altijd als laatsten komen. Een Gazi is het instrument van de religie van God, een dienaar van God die de aarde zuivert van het vuil van het polytheïsme; de Gazi is het zwaard van God, hij is de beschermer en het toevluchtsoord van de gelovigen.’  Wittek ging ervan uit dat de normatieve formuleringen van Ahmedî een uitdrukking vormden van de Osmaanse historische realiteit. Hij nam probleemloos aan wat zijn kroongetuige schreef, in scherp contrast met bijvoorbeeld zijn veel kritischer houding bij de behandeling van de genealogie van de Osmanen. Ahmedî’s gebruik van de gaza-retoriek is echter veel gelaagder dan Wittek het doet voorkomen. Hij ging voorbij aan de historische context en betekenis waarin de Osmanen zich als gazi presenteerden.
De Osmanen gebruikten het gazi-motief op verschillende momenten van hun geschiedenis, afgestemd op het publiek dat zij wilden aanspreken en hun politieke doelstellingen. Het vormde een middel om hun politieke positie te legitimeren ten opzichte van de andere islamitische staten. Hun aanspraken op soevereiniteit moesten, om hun bestuur te vergemakkelijken, ook een zekere instemming verkrijgen van de bevolkingsgroepen waarover ze heersten. De Osmanen hadden de islamitische idee van gaza, de strijd tegen de ‘ongelovige’ vijand, vermengd met de Turks nomadische heroïsche traditie van de alp. Neshrî, de vijftiende-eeuwse kroniekschrijver, schreef dat Osman bey besloot gaza te voeren ‘om zijn brood te verdienen zodat hij in zijn bestaan niet afhankelijk was van een andere koning.’ Voor vele moslims boden de militaire successen van de Osmanen een bron van status als heroïsche krijgers aan de grenzen van de moslimwereld. Daar de Osmanen veel belang hechtten aan hun publieke aanzien, maakten ze natuurlijk ook gebruik van deze gazi-identiteit.

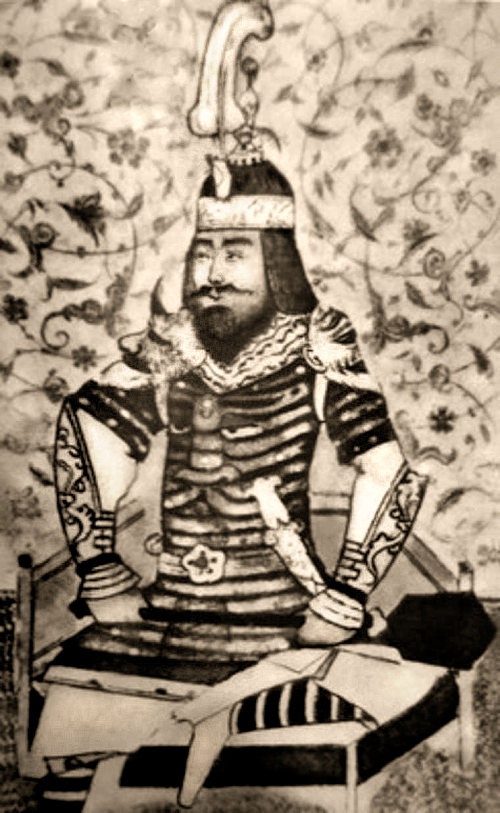
De Turkse vorst Timoer Lenk versloeg de Hospitaalridders in Izmir in 1402. Sindsdien nam hij ook de titel van Gazi aan.

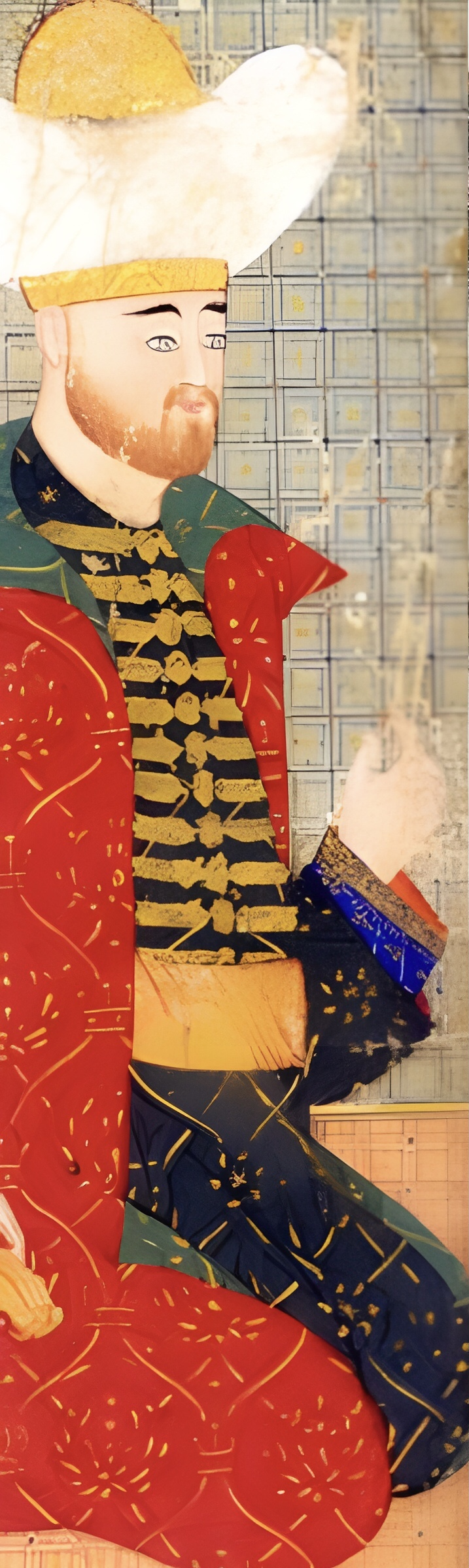
De Osmaanse Sultan Bayezid I gebruikte de titel van gazi, toen hij in 1396 een geallieerde West-Europese kruisvaarders-leger versloeg in de Slag bij Nicopolis - ook wel de laatste Kruistocht genoemd.

Ahmedî bewerkte zijn kroniek, Iskendername, na de Slag van Ankara (1402), waarin de grote Centraal-Aziatische Turkse vorst Timur Lenk de Osmaanse sultan Bayezid I had verslagen. Timur had de Osmaanse territoria onder de zonen van Bayezid verdeeld, wat vervolgens tot een burgeroorlog leidde. Het is in die context dat Ahmedî zich richtte tot zijn Osmaanse beschermheer Süleyman Çelebi, de zoon van sultan Bayezid. Hij adviseerde aan Süleyman de gaza tegen ‘ongelovigen’, om oorlog met de Tataren (de Mongolen) te vermijden. Zodanig dat ze de aanhoudende dreiging van de Tataren konden afwenden en de in een opvolgingsstrijd verwikkelde zonen van Bayezid I zich konden verenigen. Ahmedî beschouwde het gaza-motief dus als een bron van identiteit en legitimiteit voor de Osmaanse dynastie, als resultaat van het conflict met Timur.
Witteks methodologie was fundamenteel niet fout. Hij ging wel voorbij aan het feit dat de gaza-retoriek eerder bedoeld was voor interne verbruik, als instrument voor legitimatie van de Osmaanse staatsmacht. Ahmedî verhief gaza van het niveau van een religieus concept tot een politiek principe dat een legitimering verleende aan de Osmaanse staatsvorming. Dit was de discursieve context waarbinnen het zelfbeeld van de Osmaanse vorsten als gazi-sultans zich had gevormd.

## Kritiek op Witteks thesis
In de jaren 1980 kwamen er enkele kritieken op Wittek. De Amerikaanse historicus Paul Lindner baseerde zich op antropologische methodes en concepten en postuleerde dat de eerste Osmanen alleen gemotiveerd waren door buitwinst uit plundertochten. Lindner stelde dat de rekrutering van Byzantijnse christenen in de Osmaanse militaire rangen tegenstrijdig was met de vermeende ‘geest van de uitsluitende gaza-ideologie’. Volgens Lindner waren de vroege Osmanen slechts ‘sjamanistische nomaden’, wier praktijken en waarden tegenstrijdig waren met een vermeende essentie van de islam. Bijgevolg verwierp hij het gaza-motief in de Osmaanse kronieken als ‘orthodoxe religieuze fantasieën’.  Er verschenen vervolgens nog een aantal artikels met een dergelijke benadering.  De Turkse historicus Cemal Kafadar toonde de problemen in deze visie aan. Volgens Kafadar is dit narratief het gevolg van een oriëntalistische lezing van de vroege Osmaanse bronnen. Hij wees op de verdraaiingen veroorzaakt door de essentialistische valkuil wanneer men noties van de ‘echte islam’ of de ‘echte gazis’ gaat veronderstellen en toepassen als criterium.  Kafadar poogde daarentegen om een evenwichtig beeld van de Anatolische grenscultuur en -samenleving tijdens de vroeg-Osmaanse periode te reconstrueren.  Hij concludeerde dat de gaza-thesis veel flexibeler was dan door haar critici erkend werd.
De Britse turkologen Colin Heywood en Colin Imber beschouwden Wittek vervolgens als een soort demon die uitgedreven moest worden. Imber deed Wittek geen recht door hem te associëren met de ‘Duitse nationalistische historiografie’, wat behoorlijk kort door de bocht is voor een geleerde die was gevlucht toen de nazi’s in Duitsland opkwamen. Heywood suggereerde dat Wittek’s gazi-begrip een geïdealiseerde figuur was die meer zegt over zijn opleiding in de laat-Habsburgse Wenen dan over de vroeg-Osmaanse geschiedenis zelf.  Hij legde zo een link met de Duitse neo-romantische dichter Stefan George als Witteks vermeende kerninspiratie en beweerde dat diens interpretatie van de Osmaanse geschiedenis mystiek ingegeven en amoreel was.  Om dat te benadrukken roept Heywood op om Witteks ideeën te herzien vanuit de ‘apocalyptische post-9/11 periode van mondiale crisis, waarin de premoderne attitudes opnieuw opgedoken zijn.’  Hij aarzelt zelfs niet om een anachronistische vergelijking te maken: ‘De vroege Osmanen waren zowel listige zakenmannen als gazis, precies zoals de familie Ibn Laden die zowel succesvolle kapitalisten als meesterbreinen van globale terreur hebben voortgebracht’.
Eerder had ook Colin Imber geconcludeerd dat Witteks interpretatie van de vroeg Osmaanse geschiedenis ‘een valse analyse’ was. Hij stelde dat de term gazi al in de periode van Osman een ‘hol begrip’ was en dat het niet meer nodig is om daar nog veel aandacht aan te besteden.  Volgens Imber is de vroeg-Osmaanse geschiedenis een ‘zwart gat’ waarover niets gezegd kan worden door gebrek aan bronnenmateriaal. Hij meent dat de Osmaanse kronieken, waarop Wittek zich baseerde, geschreven zijn in opdracht van het hof en daarom niet gebruikt kunnen worden voor wetenschappelijke analyse. Het narratief van de Osmaanse bronnen bestaat in zijn visie uit legendes en verhalen die later geproduceerd zijn en dus moeten worden verworpen als ‘onbetrouwbare propaganda’.  Hetzelfde kan evenwel worden gezegd over tal van kronieken uit andere delen van de wereld. Problematisch bij Imber is dat hij de vroegste Osmaanse bronnen verwerpt als per definitie niet bruikbaar voor historische reconstructie. Uiteraard moeten deze historiografische teksten, die vaak meer dan een eeuw na de beschreven feiten tot stand kwamen, met de nodige kritische zin worden gelezen en vanuit de opvattingen van hun eigen tijd en ontstaanscontext worden gebruikt. Hun narratief kan men niet zomaar overnemen. Maar Imbers doorgeslagen vorm van historische kritiek lijkt echter te resulteren in een opvatting die het de Osmanen onmogelijk maakt om voor zichzelf te spreken.
Als reactie hierop stelde de Turkse historicus Halil Inalcik een gedetailleerde chronologie op van de vroegste ontstaansgeschiedenis van het Osmaanse Rijk op basis van zowel Byzantijnse en Osmaanse teksten en vanuit verschillende invalshoeken. Daarbij gaf hij aan om de Osmaanse bronnen te interpreteren in plaats van ze in hun geheel te verwerpen. Inalcik incorporeerde voorts de Wittek-thesis in zijn werk en benadrukte het belang van de gaza-ideologie als een unificerende factor die tribale breuklijnen oversteeg.  Hij bevestigde dat de gaza een stuwend element was geweest in de oprichting en verdere ontwikkeling van de Osmaanse staat.
Een ander stem in dit debat is afkomstig van de Amerikaanse historicus Heath Lowry, een specialist van de christelijke boeren in het Osmaanse rijk.  Lowry volgde de gedachtegang van Lindner. Hij meende dat de gaza door de Osmanen werd aangewend om buit en slaven te verwerven. De primaire motivatie van de Osmanen was volgens Lowry plundering en de gaza was geenszins religieus geïnspireerd of gedreven. Hij meende dat de Osmaanse staat opgericht was door verschillende christelijke en islamitische krijgers, die zich organiseerden in een ‘confederatie van rovers’ om de omliggende gebieden te plunderen en te beroven.  Maar Lowry overschatte het streven naar buitwinst omdat het slechts één onderdeel van de gaza was. Kaçar argumenteerde dat het eenzijdig is om te stellen dat de vroege Osmanen handelden vanuit een gaza-interpretatie die los stond van enige spirituele en ideologische motivatie. Beide interpretaties van de gazi als enerzijds uitsluitend gedreven door religie of anderzijds door buitzucht en plundering lijken eerder geïdealiseerde stromannen dan evenwichtige historische oordelen. Oorlogvoering is onderdeel geweest van haast elk staatsvormingsproces in de geschiedenis.
Lowry schreef het succes van de Osmaanse bestuurlijke organisatie toe aan de integratie van de leidende klassen uit de christelijke Balkan en de Byzantijnse aristocratie in de Osmaanse elite.  Deze integratie zou volgens de Amerikaanse historicus noodzakelijk zijn geweest omdat het binnen de Osmaanse gelederen ontbrak aan personen die in staat waren een Osmaanse bestuurlijke organisatie op te bouwen. Bijgevolg, verwierp Lowry de thesis van Wittek en concludeerde dat de rol van christenen in de Osmaanse staatsvorming veel meer doorslaggevender was geweest.

### Verschil tussen heilige oorlog, jihad en gaza
De historicus Hilmi Kaçar nuanceerde de theorie van Wittek en vestigde de aandacht op een conceptuele misvatting van Wittek. Volgens Kaçar heeft Wittek de term gaza gelezen als het ‘spiegelbeeld’ van de westerse kruistochtideologie. Maar de begrippen gaza en heilige oorlog hebben elk een specifieke semantische en historische context en het gaza-motief was trouwens ook niet het allesbepalende motief van de Osmaanse ideologie. De term heilige oorlog is in de eerste plaats een Europees concept en kende eigen connotaties binnen verschillende historische contexten. Binnen een christelijk referentiekader is religieus verschil de voornaamste reden om een heilige oorlog te starten. Heilige Oorlog ging gepaard met bekeringsdrang en werd gekarakteriseerd door religieuze onverdraagzaamheid die het samenleven van verschillende religies bemoeilijkte. De term impliceerde dus een categorische vijandigheid van het christendom tot andere religies. Tijdens de kruistochten, die de bevrijding van Jeruzalem als ultiem doel hadden, werd het gebruik van geweld gerechtvaardigd door de haat tegenover de ‘ongelovige Turk’ en zijn ketterse religie.  Al in 1095, tijdens het Concilie van Clermont-Ferrand, riep paus Urbanus II op tot de Eerste Kruistocht en beschreef hij de Seltsjoek-Turken als een ‘vervloekt ras’. ‘Het uitroeien van dat verachtelijke ras’ noemde hij ‘een christelijke en heilige plicht.’  Zoals Norman Housley, een gezaghebbend historicus van de kruistochten, het omschreef: ‘Het voornaamste kenmerk [van het christendom dat de kruistochten ondernam] was een a priori vijandigheid jegens de Turken en het verlangen naar hun ondergang.’
Sinds de late veertiende eeuw waren de kruistochten steeds meer gericht op het verdrijven van de moslim Turken uit Europa. Een christelijke heilige oorlog tegen de moslim-Turken was dus ingebed in een lange culturele traditie van conflict met de islam. Wittek interpreteerde het concept gaza precies vanuit die culturele achtergrond toen hij het vertaalde als heilige oorlog. Hij heeft gaza gelezen en beschreven als een soort ‘spiegelbeeld’ van de westerse kruistochtideologie. De termen gaza, jihad en heilige oorlog werden later in veel wetenschappelijke studies als inwisselbare synoniemen gebruikt. De termen gaza en jihad betekenden oorspronkelijk geenszins heilige oorlog. Het concept jihad werd in de vroeg-Osmaanse bronnen niet gebruikt. Voorts hebben studies aangetoond dat het concept jihad, toen het eenmaal zijn intrede deed bij de Osmanen, niet werd gebruikt in de zin van aanhoudende oorlogsvoering om de territoria van de islam uit te breiden.  Het Arabische woord jihad betekent letterlijk ‘streven in het pad van God’. Dat verschilt dus duidelijk van het concept heilige oorlog, waar vijandigheid op basis van religieus verschil en bekeringsdrang centraal staan. De term jihad had zowel de betekenis van morele en spirituele zelfverbetering als van strijd voor de moslimgemeenschap of umma indien deze van buitenaf bedreigd werd. De tweede betekenis won pas na 1857 aan belang tijdens het verzet tegen de Europese koloniale expansie, eerst onder de moslims in India, later in de Arabische wereld en tijdens de Eerste Wereldoorlog ook in het Osmaanse rijk. De jihad in de betekenis van verzet tegen de Europese expansie is dus een vrij moderne interpretatie.
De term gaza verwees in de originele betekenis naar een ‘inval in vijandelijk gebied’; in deze betekenis werd de term trouwens in Westerse talen overgenomen als razzia.  Het begrip had een offensieve connotatie in de zin van het uitbreiden van politieke macht. De islamitische vorsten begonnen gazi (een persoon die de gaza onderneemt) daarom als een eretitel te gebruiken.  Gaza werd beschouwd als farz-i kifaye: een strijd die gevoerd werd door een groep krijgers ten behoeve van de hele samenleving. Maar in geval van groot gevaar kon gaza ook gelden als farz-i ayn: een algemene plicht voor elke man in de gemeenschap. Het gaza-concept bestond in de moslimwereld al vóór de opkomst van de Osmanen.  De gazi’s bestonden in de grensgebieden van Khorasan al tijdens de Samaniden in de negende en tiende eeuw en maakten deel uit van de legers van het Seltsjoekenrijk. Zo voerde Selçuk, de oprichter van de Seltsjoekdynastie, na zijn bekering tot de islam gaza-raids uit tegen de andere Oghuz-Turken in Khorasan.  De term gaza won vervolgens aan belang tijdens de elfde eeuw, en dat vooral onder impuls van al-Nasir. Deze Abbasidische kalief wendde het concept aan om de strijd ter verdediging van de moslimwereld te stimuleren toen deze werd aangevallen door de kruisvaarders en tijdens de dertiende eeuw ook door de Mongolen. Gaza werd toen een onderdeel van de futuvva-beweging, een canon aan ethische regels om spirituele perfectie en heldenmoed na te streven.  Het futuvva-idee herleefde in de Anatolisch-Turkse samenleving in de vorm van de ahi-organisaties. Ook de gazi’s opereerden als een onderdeel van de overkoepelende futuvva-beweging. Kort samengevat, de betekenis van gaza sterk verschilt van heilige oorlog.